# Estrada Tenente Marques
Estrada Tenente Marques é uma estrada intermunicipal que liga os municípios de Santana de Parnaíba ao município vizinho Cajamar. É a principal via de ligação entre estas duas cidades.

## Trajeto
A via tem o seu início na Estrada dos Romeiros junto ao Monumento aos Bandeirantes passando na sequência pelo Parque dos Bandeirantes antes de cruzar o Rio Tietê. Atravessa o bairro da  Fazendinha e é o acesso a Cidade São Pedro.
Termina na Rodovia Anhanguera na altura do km 29.
Ao logo da Tenente Marques estão localizadas, o Espaço do Empresário Empreendedor (EEE),, a Arena de Eventos de Santana de Parnaíba , a Escola Senai Suzana Dias, a Fatec a a Etec de Santana de Parnaíba  entre outros. A estrada conta com o sistema de monitoramento Detecta.

## Origem do nome
O nome da estrada homenageia Joaquim Marques da Silva Sobrinho, mais conhecido como Tenente Marques, que foi intendente de Santana de Parnaíba no período de 1899-1901.